# La Châtelaine
Pour les articles homonymes, voir Châtelaine.
La Châtelaine est une commune française située dans le département du Jura, dans la région culturelle et historique de Franche-Comté et la région administrative Bourgogne-Franche-Comté.

## Géographie
La Châtelaine est située à environ 570 mètres d'altitude, au sud-est d'Arbois et à environ 30 km au nord-est de la ville de Lons-le-Saunier (à vol d'oiseau). Ce village rural se trouve dans le massif du Jura, dans un décrochement de la partie nord du plateau lédonien (le premier plateau du Jura), à l'est de la vallée d'érosion de la Cuisance, et au-dessus de la reculée des Planches.
La quasi-totalité du territoire communal, d'une surface de 13,17 km2, se situe sur le plateau lédonien, d'une altitude moyenne de 570 m, et est partagée entre les champs et pâturages d'une part, et la forêt d'autre part. La limite ouest de la commune longe principalement le sommet rocheux de la falaise qui surplonge la vallée de la Cuisance. Les parois rocheuses de la reculée des Planches et du cirque du Fer à Cheval sont particulièrement remarquables au-dessus des sources karstiques de la Cuisance. À l'ouest, le territoire communal rejoint la forêt d'Arbois, tandis qu'à l'est et au sud-est, se trouvent la forêt des Moidons et le bois de la Châtelaine. À cet endroit se trouve le point le plus élevé de la Châtelaine avec 633 m d'altitude. Le plateau ne possède pas de cours d'eau en surface, parce que l'eau de pluie s'infiltre dans le sous-sol karstique.

### Climat
Pour des articles plus généraux, voir Climat de la Bourgogne-Franche-Comté et Climat du département du Jura.
En 2010, le climat de la commune est de type climat de montagne, selon une étude du Centre national de la recherche scientifique s'appuyant sur une série de données couvrant la période 1971-2000. En 2020, Météo-France publie une typologie des climats de la France métropolitaine dans laquelle la commune est exposée à un climat semi-continental et est dans la région climatique  Jura, caractérisée par une forte pluviométrie en toutes saisons (1 000 à 1 500 mm/an), des hivers rigoureux et un ensoleillement médiocre. 
Pour la période 1971-2000, la température annuelle moyenne est de 9,3 °C, avec une amplitude thermique annuelle de 16,9 °C. Le cumul annuel moyen de précipitations est de 1 525 mm, avec 14,2 jours de précipitations en janvier et 9,7 jours en juillet. Pour la période 1991-2020, la température moyenne annuelle observée sur la station météorologique de Météo-France la plus proche, « Besain », sur la commune de Besain à 10 km à vol d'oiseau, est de 9,6 °C et le cumul annuel moyen de précipitations est de 1 525,6 mm. 
La température maximale relevée sur cette station est de 39,5 °C, atteinte le 25 juillet 2019 ; la température minimale est de −33 °C, atteinte le 2 janvier 1971,,. 
Les paramètres climatiques de la commune ont été estimés pour le milieu du siècle (2041-2070) selon différents scénarios d'émission de gaz à effet de serre à partir des nouvelles projections climatiques de référence DRIAS-2020. Ils sont consultables sur un site dédié publié par Météo-France en novembre 2022.

## Urbanisme

### Typologie
Au 1er janvier 2024, La Châtelaine est catégorisée commune rurale à habitat dispersé, selon la nouvelle grille communale de densité à sept niveaux définie par l'Insee en 2022.
Elle est située hors unité urbaine. Par ailleurs la commune fait partie de l'aire d'attraction d'Arbois, dont elle est une commune de la couronne,. Cette aire, qui regroupe 16 communes, est catégorisée dans les aires de moins de 50 000 habitants,.

### Occupation des sols
L'occupation des sols de la commune, telle qu'elle ressort de la base de données européenne d’occupation biophysique des sols Corine Land Cover (CLC), est marquée par l'importance des forêts et milieux semi-naturels (76,2 % en 2018), en augmentation par rapport à 1990 (75,1 %). La répartition détaillée en 2018 est la suivante : 
forêts (74,2 %), zones agricoles hétérogènes (13,1 %), prairies (5,9 %), terres arables (2,8 %), zones urbanisées (2 %), milieux à végétation arbustive et/ou herbacée (2 %). L'évolution de l’occupation des sols de la commune et de ses infrastructures peut être observée sur les différentes représentations cartographiques du territoire : la carte de Cassini (XVIIIe siècle), la carte d'état-major (1820-1866) et les cartes ou photos aériennes de l'IGN pour la période actuelle (1950 à aujourd'hui).

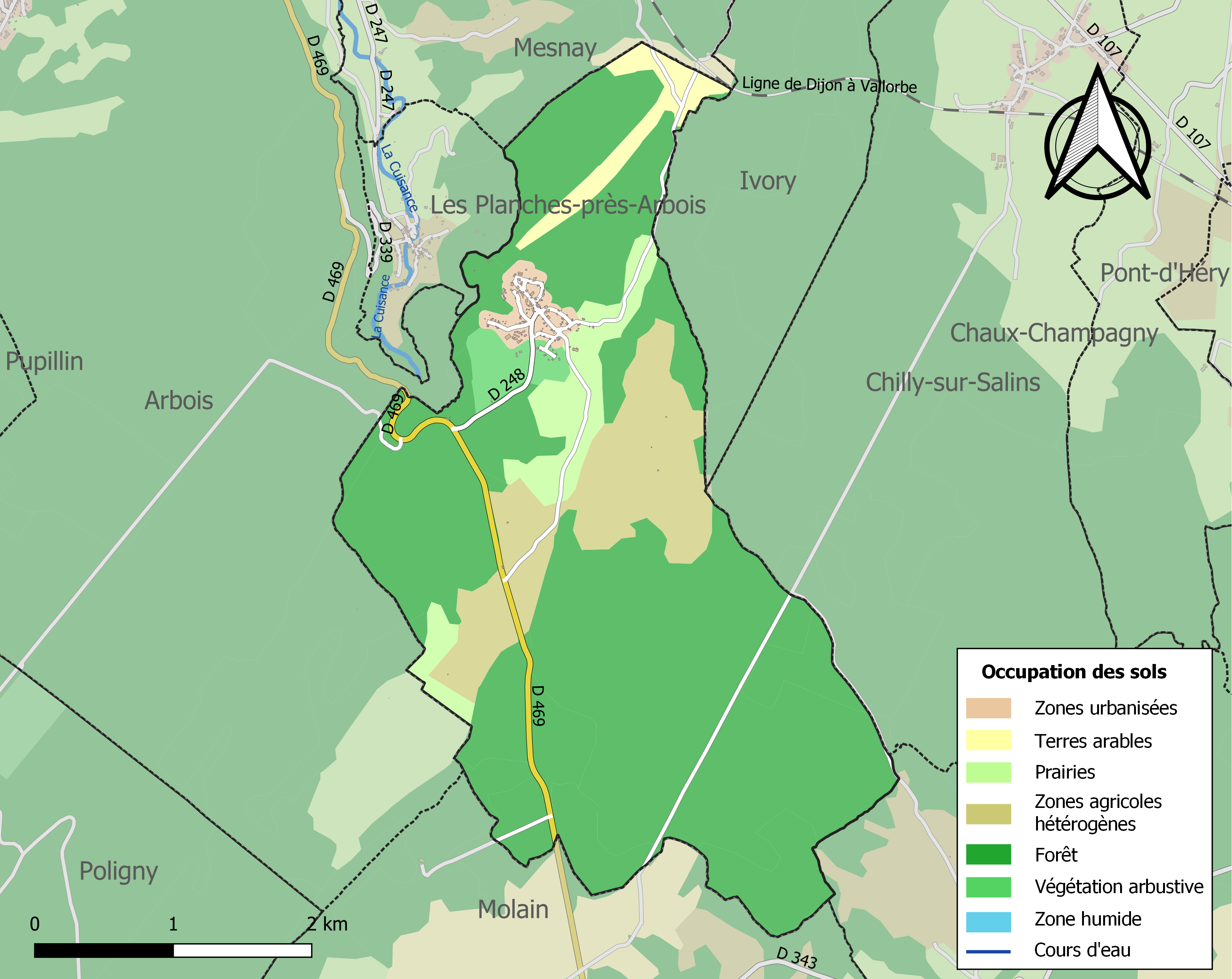
Carte des infrastructures et de l'occupation des sols de la commune en 2018 (CLC).

## Histoire
Le territoire de la commune de la Châtelaine était déjà fréquenté par les hommes pendant la Préhistoire. La première trace écrite du château médiéval date du XIe siècle. La comtesse Mahaut d'Artois y a vécu. Il a été restauré au XIVe siècle et détruit en 1480 par les troupes du roi Louis XI lors de la Guerre de Succession de Bourgogne  . Avec des pierres provenant des ruines du château, les villageois ont construit leurs maisons. La Châtelaine a intégré la France comme le reste de la Franche-Comté en 1678 à la suite du traité de Nimègue.
La Châtelaine est citée et décrite dans l'ouvrage Description de la Franche-Comté, de 1552: Un peu plus bas que Valempoulières est une place bâtie sur un rocher élevé, sans aucunes murailles, et qu'on appelle vulgairement La Châtelaine. Son antique noblesse se manifeste par ses ruines et son église encore en partie debout. Maintenant, elle se trouve à peu près réduite à l'état de hameau ; dans le château lui-même, on cultive des jardins. (...)Le lieu est très sec : il manque tellement d'eau qu'on n'y cherche en vain un puits ou une fontaine.

## Politique et administration
| Période            | Période            | Identité          | Étiquette | Qualité                                  |
| ------------------ | ------------------ | ----------------- | --------- | ---------------------------------------- |
| avant 1981         | ?                  | Julien Sauldubois |           |                                          |
| mars 2001          | avant avril 2005 ? | Michel Maraux     |           | Chargé de clientèle assurances agricoles |
| avant avril 2005 ? | mars 2014          | Bernard Guillot   | PCF       |                                          |
| mars 2014          | février 2021       | Alain Murcier     | SE        | Fonctionnaire                            |
| juin 2021          | en cours           | Pascal Léglise    | SE        | Monteur                                  |

## Démographie
Les habitants de La Châtelaine sont appelés les Châtelainiers et les Châtelainières.
L'évolution du nombre d'habitants est connue à travers les recensements de la population effectués dans la commune depuis 1793. Pour les communes de moins de 10 000 habitants, une enquête de recensement portant sur toute la population est réalisée tous les cinq ans, les populations de référence des années intermédiaires étant quant à elles estimées par interpolation ou extrapolation. Pour la commune, le premier recensement exhaustif entrant dans le cadre du nouveau dispositif a été réalisé en 2004.

En 2022, la commune comptait 153 habitants, en évolution de +14,18 % par rapport à 2016 (Jura : −0,81 %, France hors Mayotte : +2,11 %).
| 1793 | 1800 | 1806 | 1821 | 1831 | 1836 | 1841 | 1846 | 1851 |
| ---- | ---- | ---- | ---- | ---- | ---- | ---- | ---- | ---- |
| 210  | 234  | 237  | 204  | 186  | 202  | 190  | 159  | 185  |

| 1856 | 1861 | 1866 | 1872 | 1876 | 1881 | 1886 | 1891 | 1896 |
| ---- | ---- | ---- | ---- | ---- | ---- | ---- | ---- | ---- |
| 183  | 203  | 213  | 180  | 178  | 172  | 177  | 166  | 209  |

| 1901 | 1906 | 1911 | 1921 | 1926 | 1931 | 1936 | 1946 | 1954 |
| ---- | ---- | ---- | ---- | ---- | ---- | ---- | ---- | ---- |
| 188  | 178  | 167  | 158  | 119  | 134  | 120  | 123  | 119  |

| 1962 | 1968 | 1975 | 1982 | 1990 | 1999 | 2004 | 2006 | 2009 |
| ---- | ---- | ---- | ---- | ---- | ---- | ---- | ---- | ---- |
| 107  | 111  | 108  | 123  | 120  | 133  | 132  | 137  | 127  |

| 2014 | 2019 | 2022 | - | - | - | - | - | - |
| ---- | ---- | ---- | - | - | - | - | - | - |
| 133  | 149  | 153  | - | - | - | - | - | - |

## Lieux et monuments

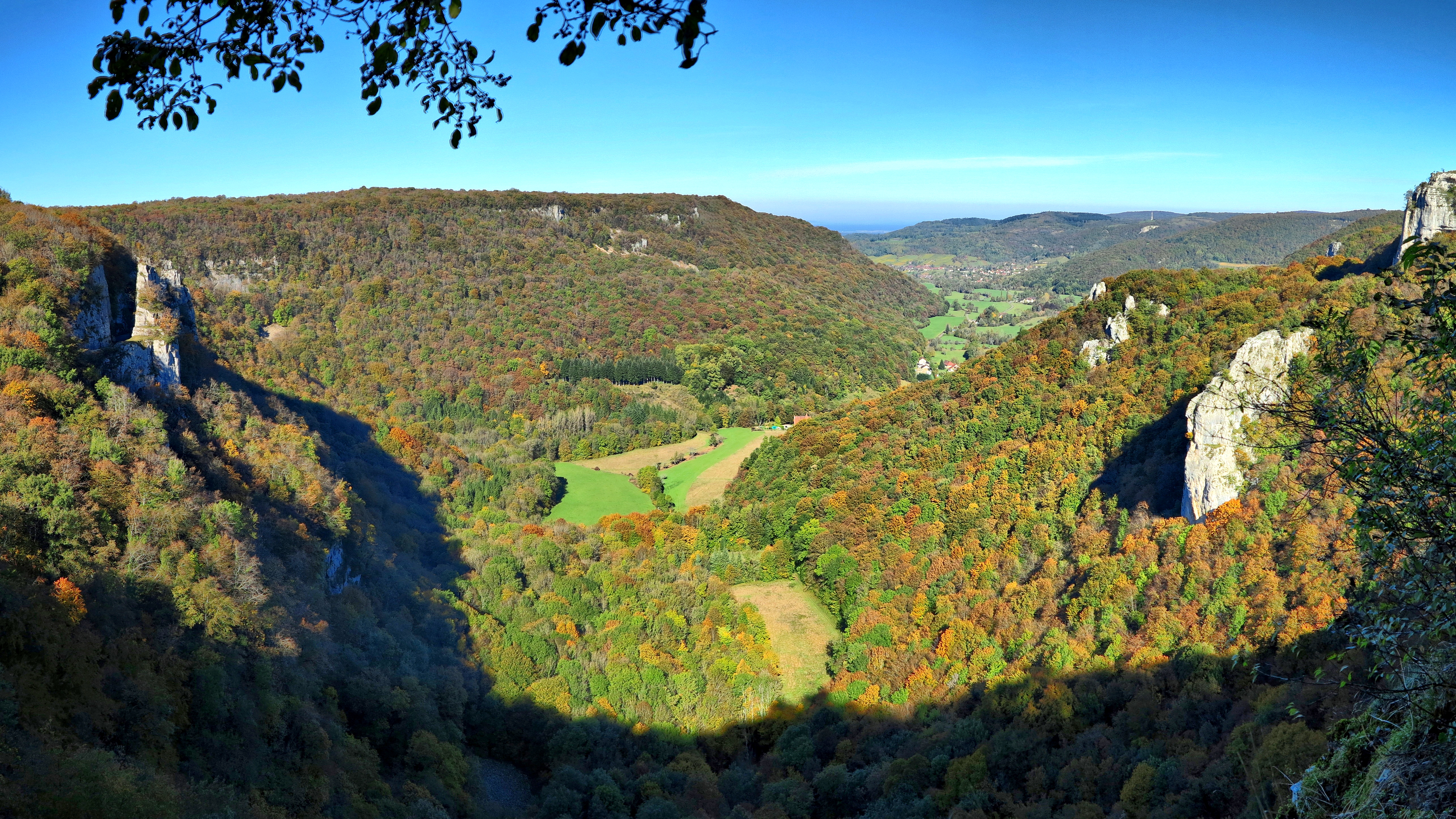
Panorama depuis le belvédère du Fer à Cheval.

- L'église Saint-Just de la Châtelaine a été construite au XVIIe siècle, et son clocher ajouté au XIXe siècle. Elle possède un riche aménagement intérieur, dont une statue de Vierge à l'Enfant en albâtre du XVIe siècle, un reliquaire du XVIIIe siècle et un ciboire en argent du XVIIe siècle, classés comme monuments historiques[20]. La chapelle Notre-Dame date du XIXe siècle.
- Les ruines du château médiéval de La Châtelaine ;

- Le château d'Artois (XVIIe-XVIIIe).
- Plusieurs belvédères permettent d'admirer le cirque rocheux du Fer à Cheval et la reculée des Planches.

Un club de spéléologie permet l'exploration du sous-sol de la région : le spéléo-club La Châtelaine (SCLC).

## Économie et infrastructures
La Châtelaine était encore largement au XXe siècle un village marqué par l'agriculture et la sylviculture. Aujourd'hui, il n'y a plus qu'une seule ferme dans le village et La Chátelaine s'est transformée de plus en plus en un village-dortoir avec beaucoup de personnes qui travaillent dans des localités plus importantes des environs. Dans le village, il n'y a pas de points de vente.
La localité se trouve à l'écart des plus grandes routes de passage, à l'exception toutefois de la route D 469 entre Arbois et Montrond, qui est facilement accessible. Une autre route conduit à Ivory.

## Personnalités liées à la commune
La comtesse Mahaut d'Artois reçu en donation de son mari Othon IV, comte palatin de Bourgogne, en 1294  "la vile de la Casteleinne dessus Arbois" ... et toutes les dépendances tant  en prés, champs, vignes et hommes. S'ajoute à cette donation le "chestel". (ADD 1B 338-1294).  En, 1305 , Mahaut d'Artois, qui est donc titulaire de la seigneurie de La Châtelaine, fait élever en 1305 la grande tour Nord Est qui est la pièce maîtresse de l'enceinte protégeant le pôle castral et le bourg attenant (BMB Ms 915, f° 53 verso et suivants)